# Kosořice
Kosořice (nářečně Pejřava) jsou obec v okrese Mladá Boleslav ve Středočeském kraji. Rozkládá se jedenáct kilometrů jihovýchodně od Mladé Boleslavi. Žije zde 521 obyvatel.

## Historie
První písemná zmínka o obci pochází z roku 1347. Z obce pochází rytíř Jan Pancíř z Kosořic, který je spjat s historií nedalekého hradu Bezděz.

## Přírodní poměry
V polích východně od obce se nachází Močický rybník, severozápadně od obce na říčce Vlkava se nachází rybník Mrštín a na jižním okraji obce je velký Kosořický rybník.

## Obyvatelstvo
| Rok            | 1869 | 1880 | 1890 | 1900 | 1910 | 1921 | 1930 | 1950 | 1961 | 1970 | 1980 | 1991 | 2001 | 2011 | 2021 |
| -------------- | ---- | ---- | ---- | ---- | ---- | ---- | ---- | ---- | ---- | ---- | ---- | ---- | ---- | ---- | ---- |
| Počet obyvatel | 337  | 433  | 423  | 425  | 501  | 499  | 493  | 441  | 417  | 369  | 371  | 358  | 375  | 425  | 497  |
| Počet domů     | 37   | 41   | 57   | 61   | 78   | 83   | 111  | 119  | 108  | 104  | 101  | 116  | 124  | 149  | 182  |

## Obecní správa

### Územněsprávní začlenění
Dějiny územněsprávního začleňování zahrnují období od roku 1850 do současnosti. V chronologickém přehledu je uvedena územně administrativní příslušnost obce v roce, kdy ke změně došlo:
- 1850 země česká, kraj Jičín, politický i soudní okres Mladá Boleslav[6]
- 1855 země česká, kraj Mladá Boleslav, soudní okres Mladá Boleslav[6]
- 1868 země česká, politický i soudní okres Mladá Boleslav[6]
- 1939 země česká, Oberlandrat Jičín, politický i soudní okres Mladá Boleslav[7]
- 1942 země česká, Oberlandrat Praha, politický i soudní okres Mladá Boleslav[8]
- 1945 země česká, správní i soudní okres Mladá Boleslav[9]
- 1949 Pražský kraj, okres Mladá Boleslav[10]
- 1960 Středočeský kraj, okres Mladá Boleslav[11]

### Obecní symboly
Znak a vlajka byly obci uděleny rozhodnutím předsedkyně Poslanecké sněmovny Parlamentu České republiky dne 13. října 2023.

## Doprava
Silniční doprava
- Obcí prochází silnice III. třídy. Ve vzdálenosti 3 km lze najet na silnici I/38 Kolín - Nymburk - Mladá Boleslav - Doksy - Jestřebí.

Železniční doprava
- Železniční trať ani stanice na území obce nejsou. Nejblíže obci je železniční zastávka Voděrady (jen pro osobní dopravu) ve vzdálenosti 1,5 km ležící na trati 071 mezi Nymburkem a Mladou Boleslaví. Nejbližší železniční stanicí (pro veškerou dopravu) jsou Luštěnice ve vzdálenosti 3,5 km ležící na téže trati.

Autobusová doprava
- V obci zastavovaly v pracovních dnech května 2011 příměstské autobusové linky:
  - Mladá Boleslav-Dobrovice-Kosořice (1 spoj tam, 2 spoje zpět),
  - Mladá Boleslav-Dobrovice-Lipník (4 spoje tam, 3 spoje zpět) (dopravce TRANSCENTRUM bus, s.r.o.) a
  - Loučeň-Mladá Boleslav (7 spojů tam i zpět) (dopravce Okresní autobusová doprava Kolín, s.r.o.) [13]

## Společnost
Ve vsi Kosořice s 493 obyvateli v roce 1932 byly evidovány tyto živnosti a obchody: obchod s dobytkem, 2 hostince, kolář, 2 kováři, 2 obuvníci, obchod s lahvovým pivem, 2 pokrývači, 3 rolníci, řezník, 2 obchody se smíšeným zbožím, spořitelní a záložní spolek, trafika, truhlář, velkostatek.

## Pamětihodnosti
- Areál hospodářského dvora a klenutá brána
- Kaple na návsi s pamětní deskou padlým za první světové války a bustou T. G. Masaryka
- Socha svatého Jana Nepomuckého z roku 1794 – opravena roku 1949 a 1997, památkově chráněný objekt stojí u mostu přes potok Vlkavu
- Socha Panny Marie Immaculaty z roku 1883
- Kříž u mostu z roku 1867 – postaven občany Kosořic po válce roku 1866 a po zhoubné choleře
- Kříž u Štěpánových – pořízen přímo touto rodinou, jejichž statek zde stál od konce 18. století

## Galerie

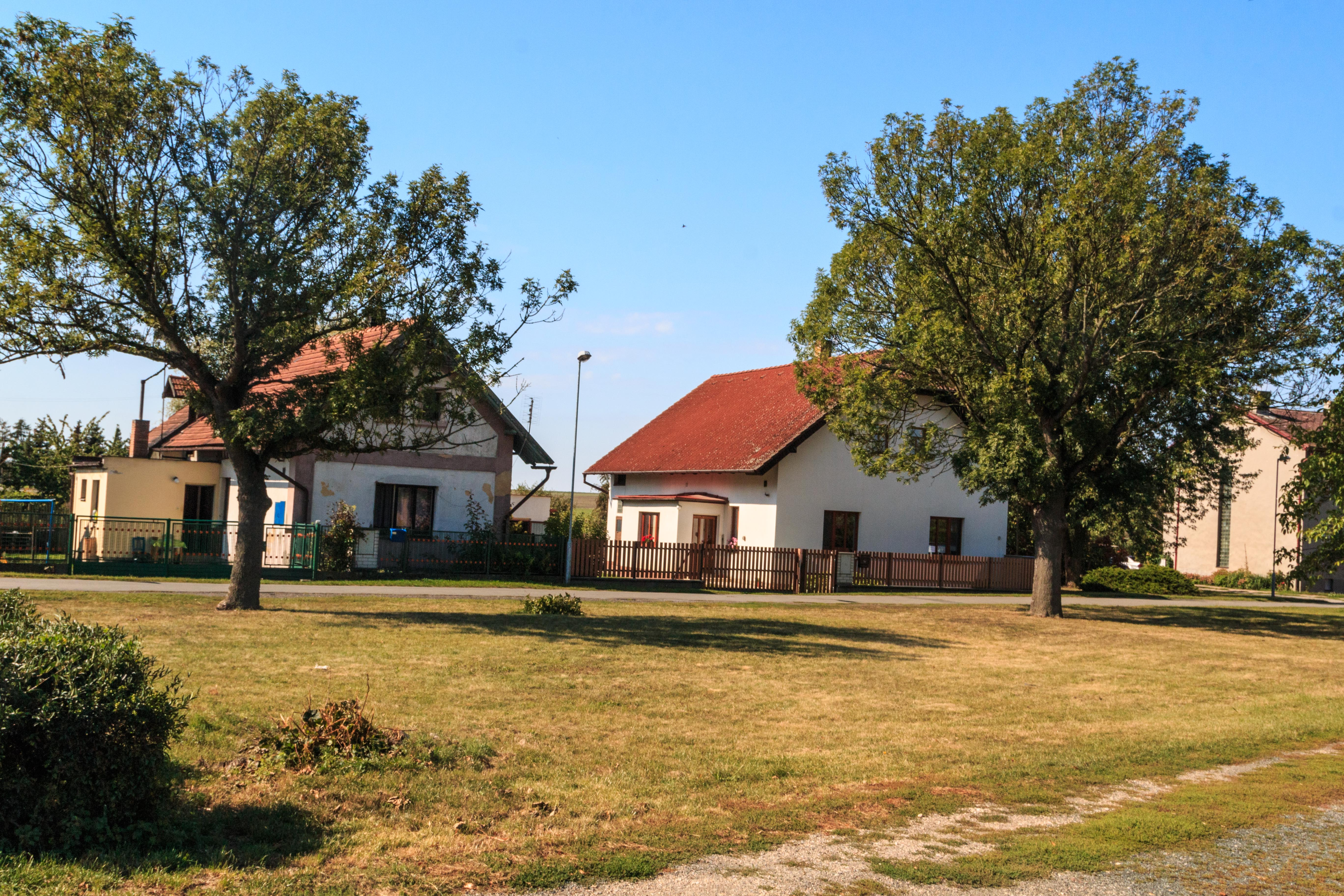
Kosořice - dům čp. 106
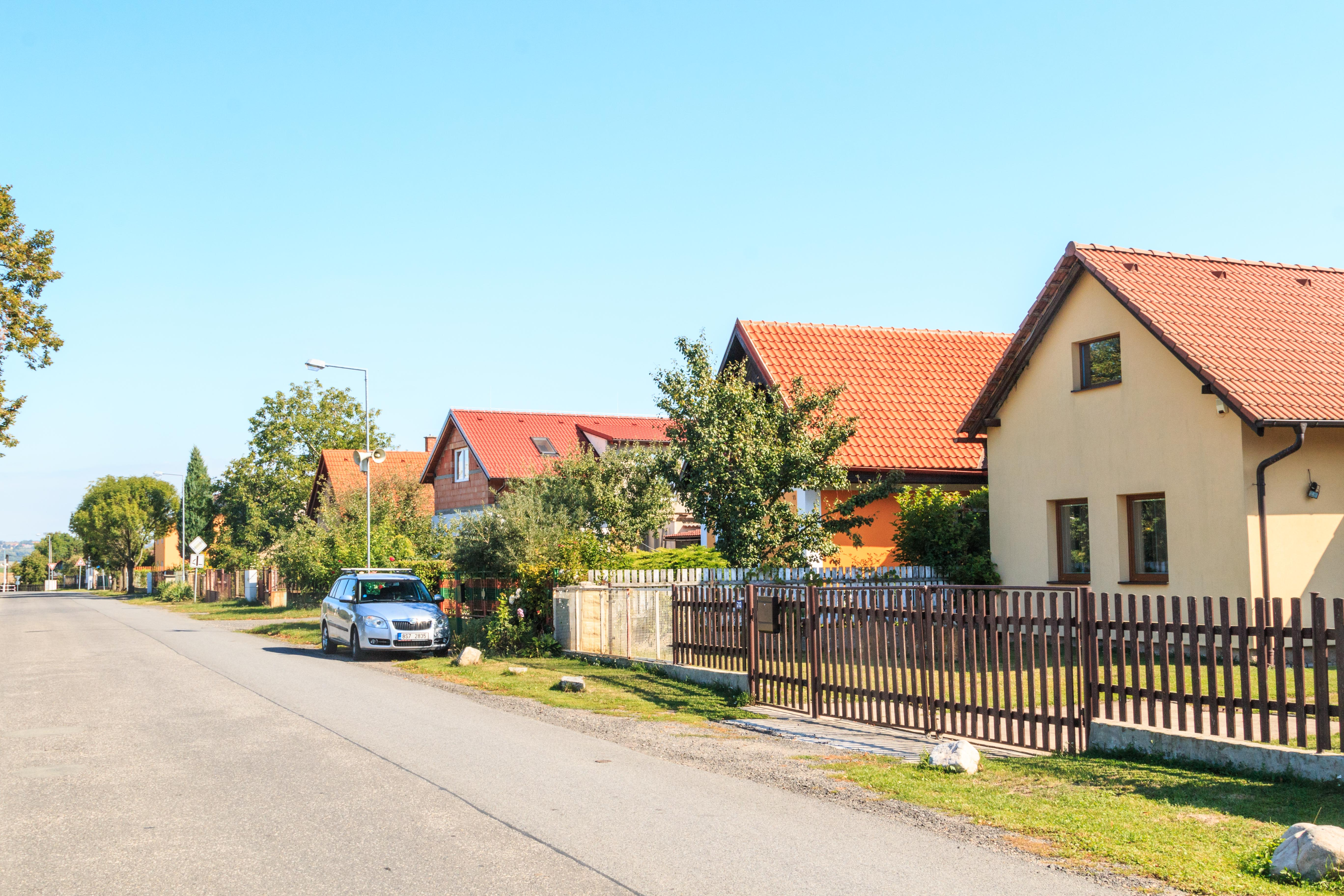
Kosořice - dům čp. 70
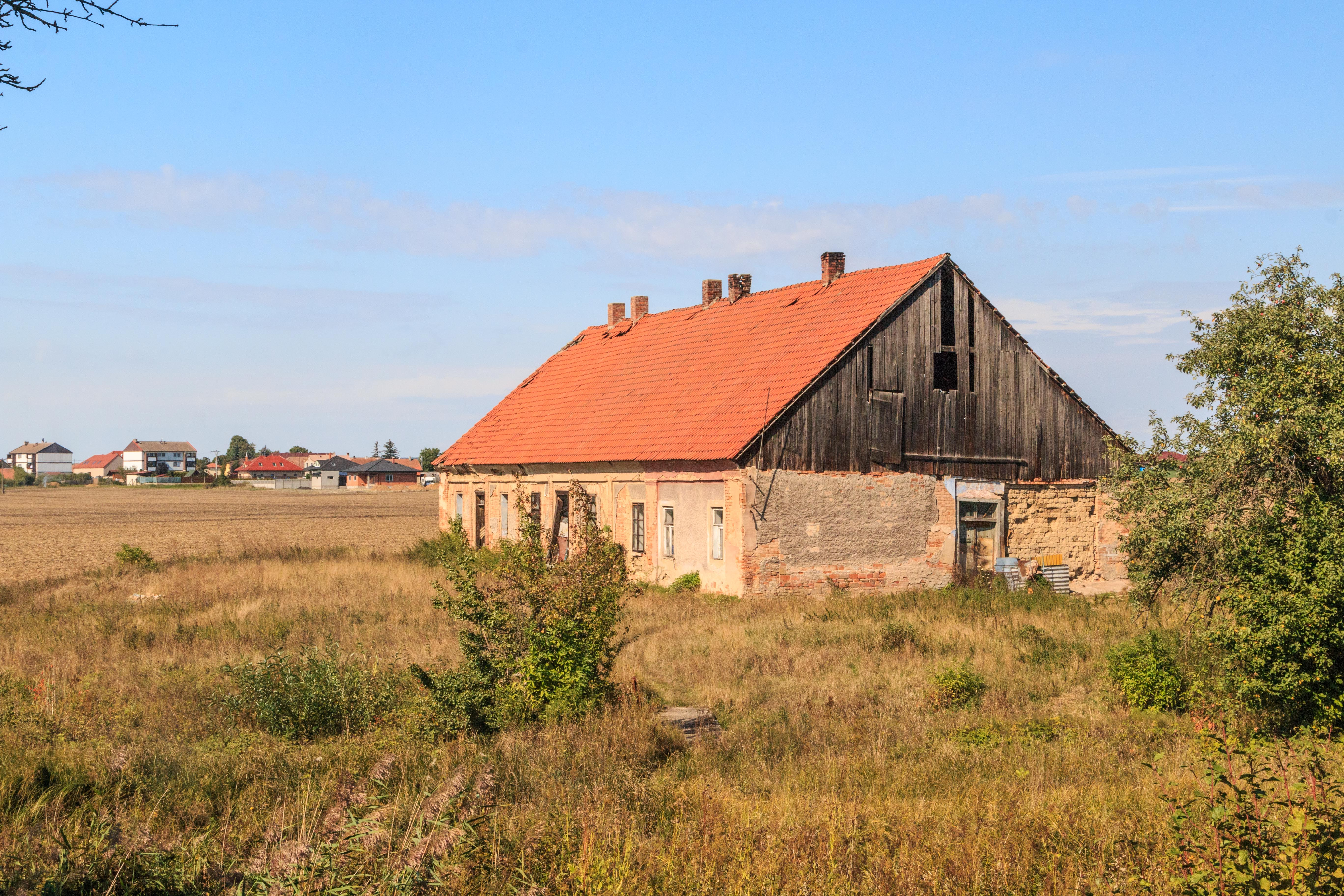
Kosořice - hospodářská budova pod hrází rybníka Mrštín
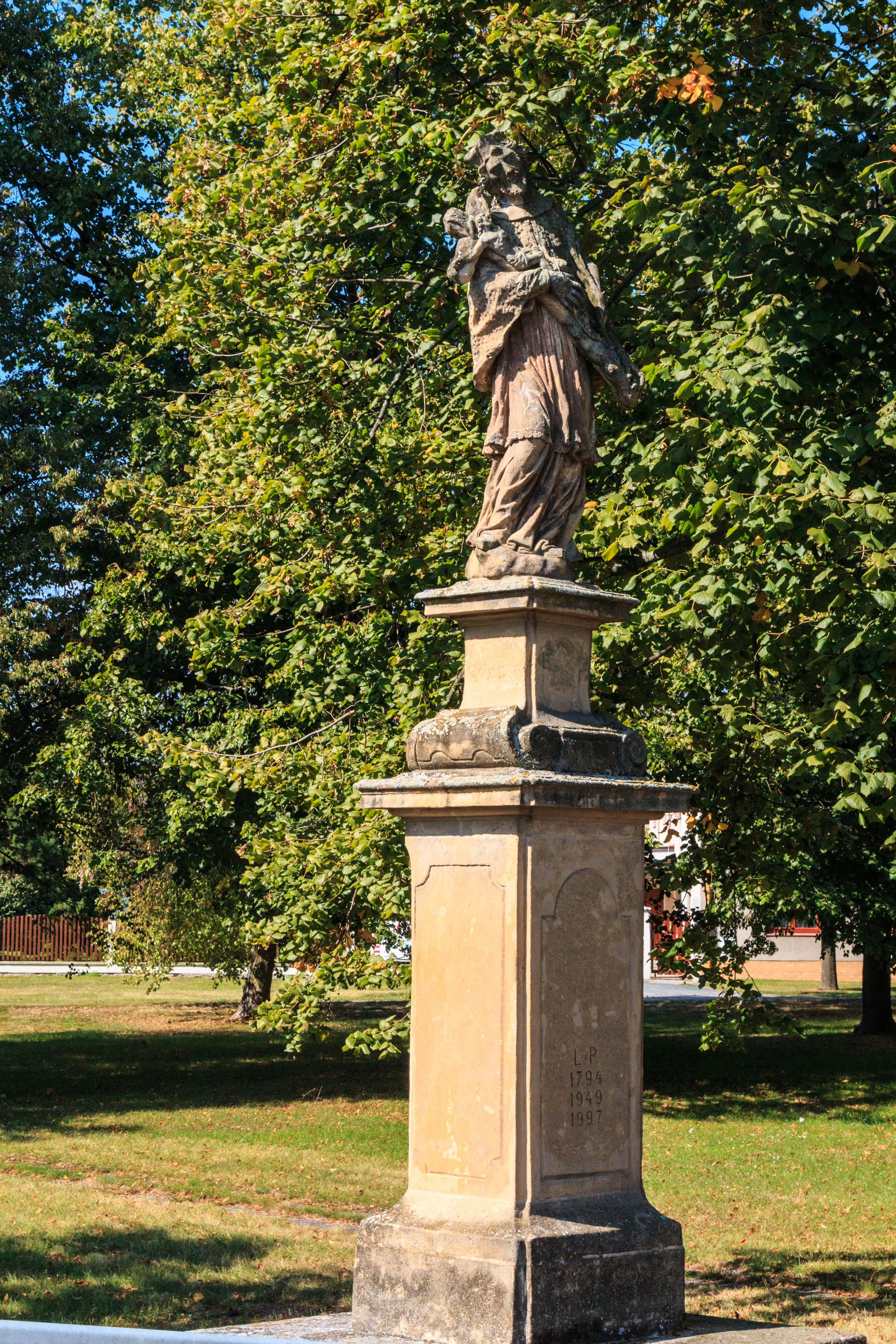
Socha svatého Jana Nepomuckého
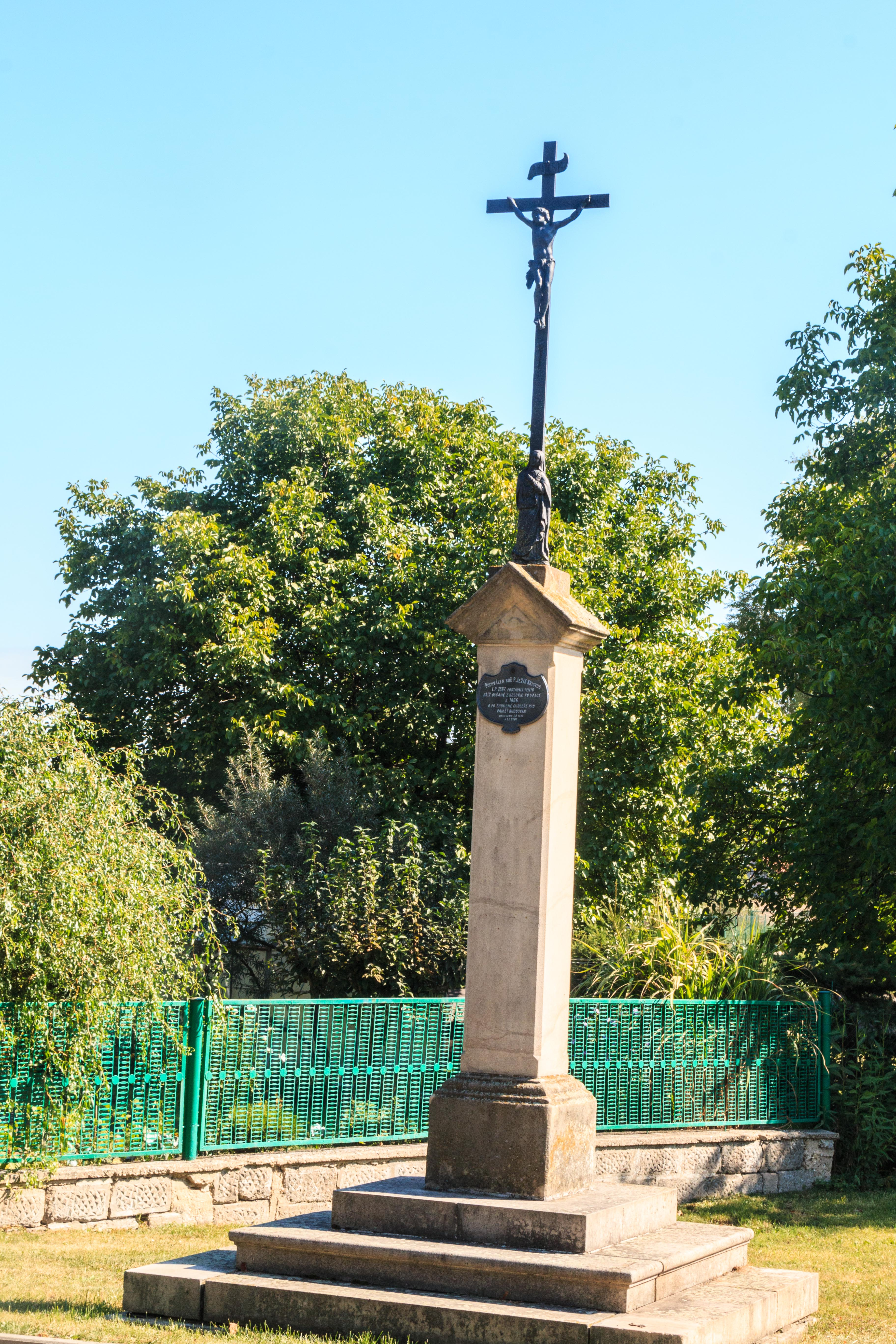
Kříž v Kosořicích
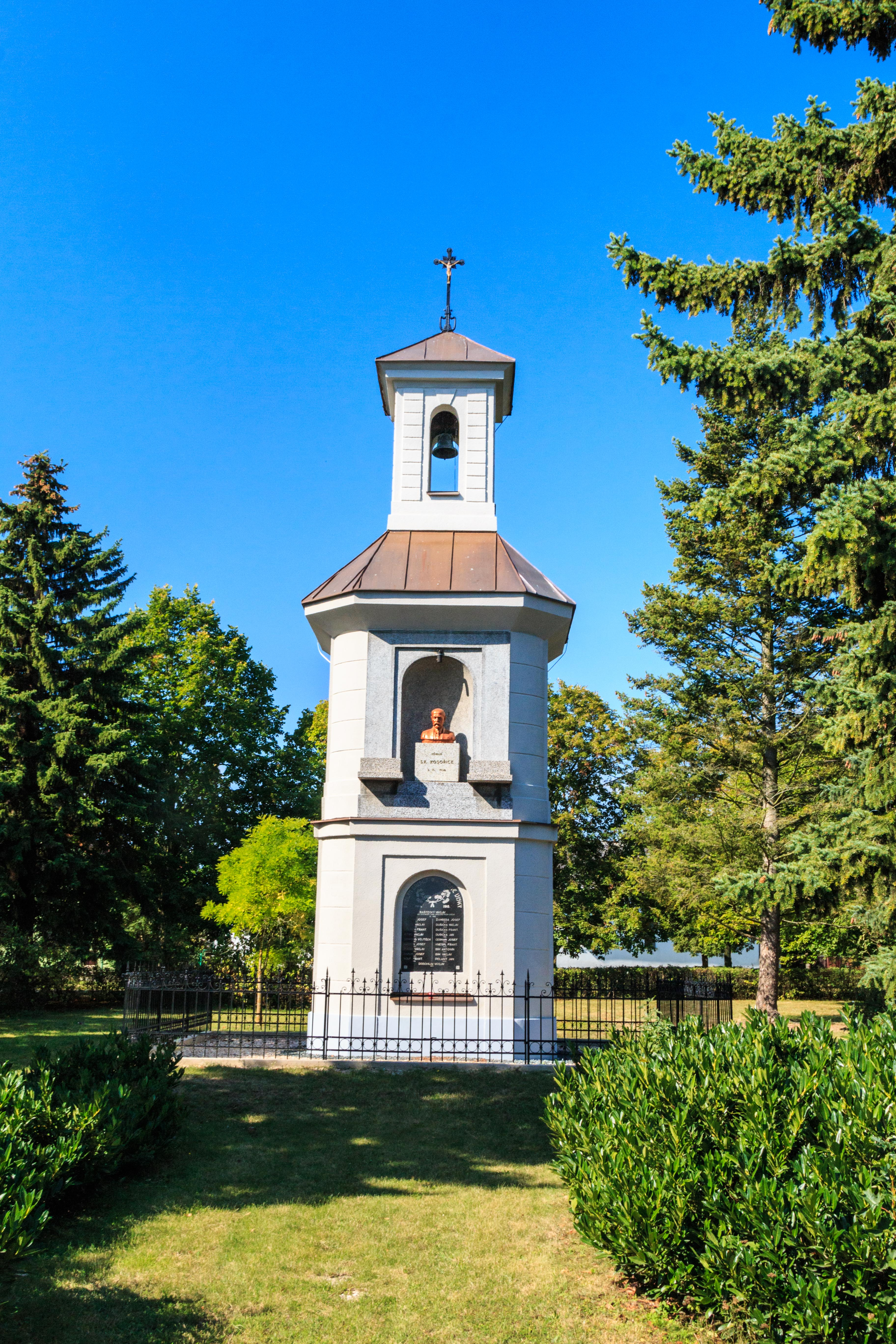
Zvonice v Kosořicích
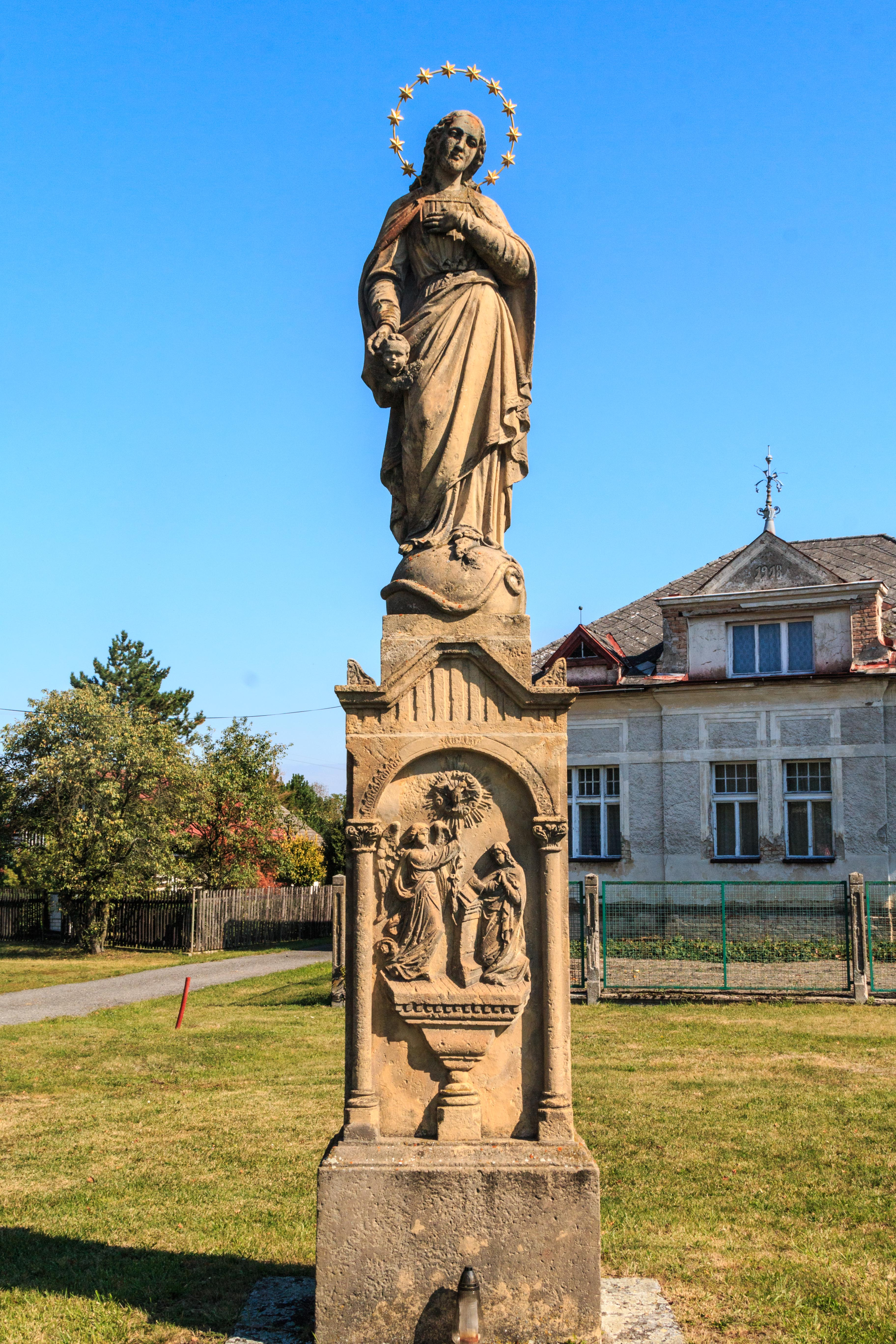
Socha Panny Marie v Kosořicích